# Roger Crusat
Roger Crusat est un peintre, lithographe et poète français né le 2 mars 1917 à Perpignan et mort le 16 février 1994 à Goussonville.
Revendiquant l'identité catalane, il vécut à Montmartre.

## Biographie

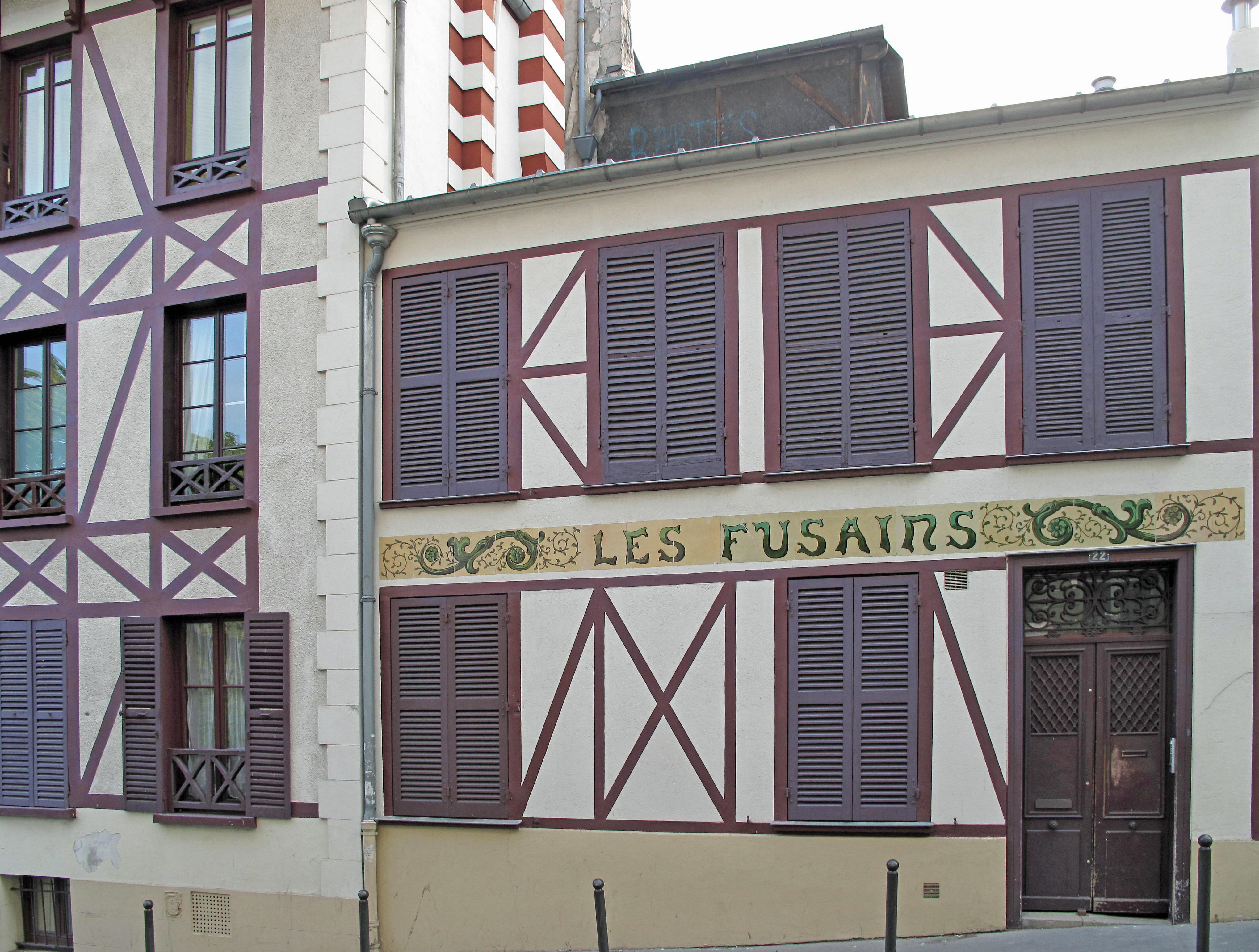
La cité d'artistes « Les Fusains » à Paris.

Si les plus anciens tableaux connus de Roger Crusat sont de très colorés paysages catalans, il intègre dans sa jeunesse une compagnie de ballets dont il crée les costumes et peint les décors en même temps qu'il y est lui-même danseur. Il est ensuite élève d'André Fons Godail à l'École des beaux-arts de Perpignan, puis, après avoir été mobilisé dans la Seconde Guerre mondiale, de René Jaudon à l'École nationale supérieure des beaux-arts de Paris. Enfin, il vit et travaille en la cité d'artistes « Les Fusains », au 22, rue Tourlaque dans le 18e arrondissement de Paris.
« Le peintre catalan de Montmartre », ainsi qu'est alors surnommé Roger Crusat, est sociétaire du Salon des indépendants, du Salon d'automne et de la Société nationale des beaux-arts. Outre les expositions citées ci-dessous, il a accroché ses œuvres dans des expositions particulières à Perpignan, Genève et Bruxelles, dans des expositions de groupes en Belgique, au Japon et au Mexique.

## Contributions bibliophiliques
- Jean Olibo, Roussillon, terre des dieux - Le livre de mon pays, Roger Crusat parmi les illustrateurs, 300 exemplaires numérotés, Imprimerie du Midi, 1952.
- Roger Crusat, Volets mi-clos, poésies enrichies de quatre lithographies originales (175 exemplaires numérotés) tirées sur les presses d'Henri Deprest le 13 février 1975, Éditions Matignon 34, 1975.

## Expositions

### Expositions personnelles
- Galerie Durand-Ruel, Paris, 1955[1].
- Galerie Rivière, Paris, novembre 1958[4].
- Le Roux et Mathias, commissaires priseurs à Paris, Vente de l'atelier Roger Crusat, Hôtel Drouot, Paris, jeudi 27 octobre 1994[5],[6].
- Jack's American Bistro, Glens Falls, septembre-octobre 2004[7].
- Galerie Frame'n Art, Lauderdale-by-the-Sea, novembre-décembre 2019[8],[9].

### Expositions collectives
- Galerie Roger, Lyon, octobre 1946[10].

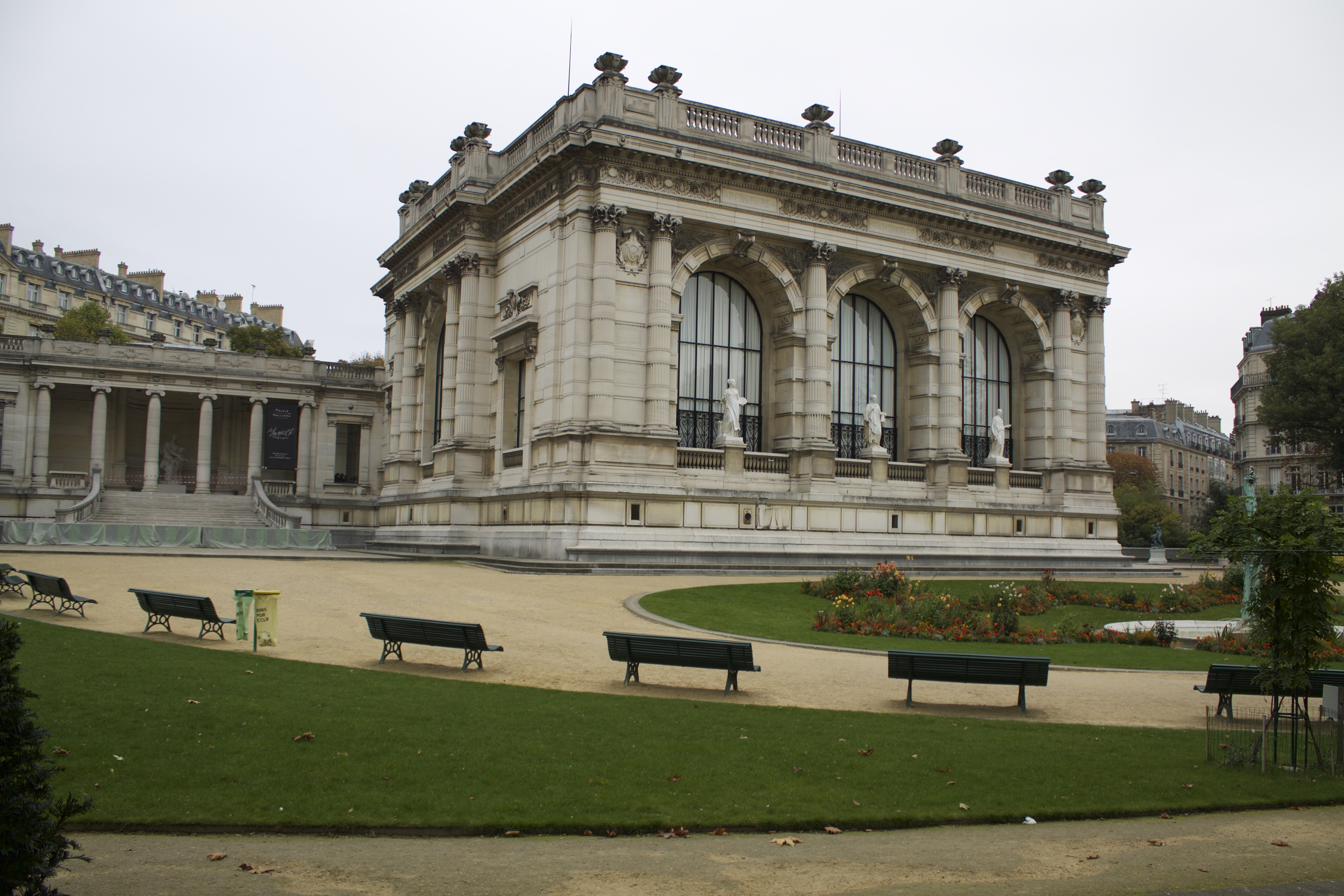
Palais Galliera, Paris

- Salon des Indépendants, Paris, à partir de 1952[11].
- Exposition Découvrir, Galerie Charpentier, Paris, 1955.
- Salon Populiste, Paris, 1956.
- Salon des Amis de Brantôme, 1957.
- Le pétrole vu par cent peintres - Exposition célébrant le centenaire du premier forage pétrolier (toile présentée : Forage), Palais Galliera, Paris, octobre 1959[12].
- Salon Confrontation (Bernard Buffet, Roger Crusat, Jean Jansem, Franck Innocent, Jean-Jacques Morvan, Yasse Tabuchi, Gabriel Zendel...), Dijon, avril-mai 1965[13].
- Salon d'automne, Paris, sociétaire à partir de 1974[14].
- Salon du Gemmail, Tours, 1978.
- Participations non datées : Salon de la Société nationale des beaux-arts, Salon Comparaisons, Salon Terres Latines, Salon Grands et jeunes d'aujourd'hui, Paris[3].

## Télévision
- Dans le feuilleton Le Jeune Fabre de Cécile Aubry (Première chaîne de l'ORTF, 1973), les œuvres prêtées au peintre Chadoun (interprété par Jean-Roger Caussimon) sont de Roger Crusat[15].

## Réception critique
- « Un artiste du Roussillon dont la facture appelle une flatteuse comparaison avec celle d'un Soutine ou d'un Rebeyrolle. En effet, à leur exemple, il s'attache aux scènes familières : Filles au balcon ou au panier, Blanchisseuses pesant lourdement sur le fer, chevaux de trait ou dindons plumés, qui voisinent avec un magnifique portrait d'homme en robe de chambre rouge[16]. Le Prix Populiste n'a-t-il pas déjà couronné ses mérites ? » - Jean Jacquinot[4]

## Récompenses et distinctions
- Prix du Salon populiste, Paris, 1956, pour Descente de gouttière, huile sur toile.
- Grand prix des Amis de Brantôme, 1957.
- Sélectionné pour le prix de la Critique, Paris, 1970.

## Collections publiques

### France
- Musée d'Art moderne de Céret : Descente de gouttière, huile sur toile[17].

### Danemark
- Vendsyssel Kunstmuseum (da), Hjørring : trois lithographies.

## Collections privées
- Jef Friboulet, Volets mi-clos, quatre lithographies originales justifiées « épreuve d'artiste » et signées, 1975[18].